# Samora Machel

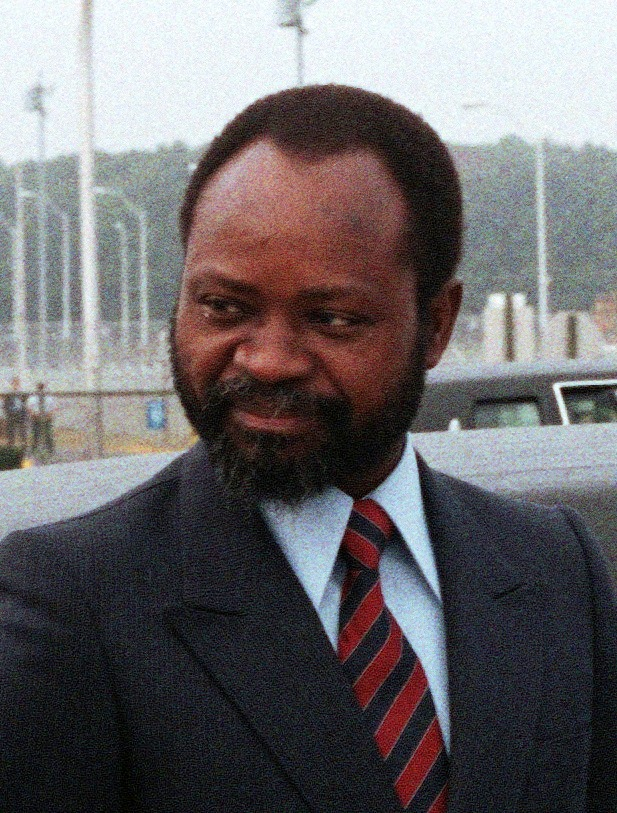
Samora Machel (1985)

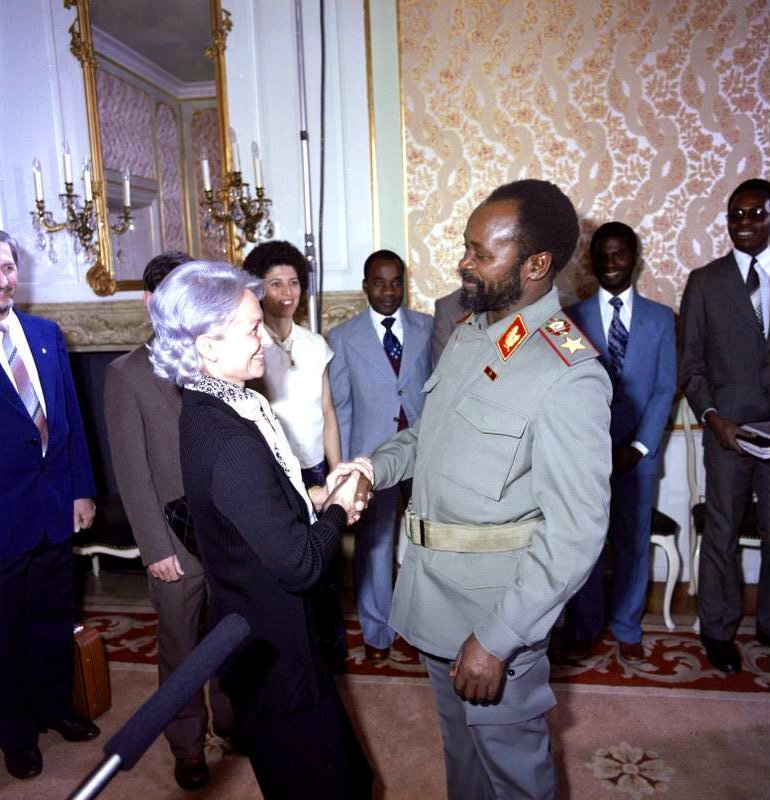
Samora Machel wordt in de DDR ontvangen door first lady Margot Honecker (1983)

Samora Moisés Machel (Madragoa, 29 september 1933 – Lebombobergen (Zuid-Afrika), 19 oktober 1986) was van 1975 tot 1986 president van Mozambique en voorzitter van FRELIMO (Bevrijdingsfront van Mozambique).

## Biografie
Machel was van protestantse afkomst. Hij volgde lager- en middelbaar onderwijs op een missieschool. Om eindexamen te kunnen doen liet hij zich rooms-katholiek dopen (de Rooms-Katholieke Kerk had in die dagen een monopolie op het onderwijs in Portugees-Oost-Afrika). De missie financeerde daarna zijn studie aan het seminarie, doch deze brak hij voortijdig af, omdat hij weigerde om priester te worden, waarna de missie de financiering stopzette.
In Maputo (toen Lourenço Marques genaamd) werkte hij enige tijd als verpleegkundige. Zijn politieke bewustwording nam toe en in 1961 ontmoette hij Eduardo Mondlane, de latere oprichter van FRELIMO. In 1963 sloot hij zich bij FRELIMO aan. Hij kreeg een guerrilla-opleiding in Algerije en was daarna als guerrillastrijder in Mozambique actief, waar FRELIMO-strijders rond 1964 het noorden van het land controleerden. In 1966 werd Machel chef van de Afdeling Defensie van FRELIMO en in 1968 werd hij tot opperbevelhebber van het bevrijdingsfront benoemd.
Na de moord op dr. Eduardo Mondlane in februari 1969, de voorzitter van FRELIMO, werd Machel op 25 april 1969 lid van het driehoofdig directoraat, waarin naast Machel, ook Uria Simango en Marcelino dos Santos zitting hadden. In 1970 werd hij voorzitter en secretaris-generaal van FRELIMO en Dos Santos vicevoorzitter. Uria Samingo werd uit de beweging gestoten. Machel verbleef tijdens de vrijheidsstrijd in de bevrijde gebieden.
In 1974, na de val van de dictatuur in Portugal, het moederland, begon de nieuwe Portugese regering met het voeren van onderhandelingen met FRELIMO. Deze besprekingen resulteerden uiteindelijk in de onafhankelijkheid van Mozambique in 1975.

### Presidentschap
In 1975 werd Machel tot president van de nieuwe Volksrepubliek Mozambique gekozen. In deze functie probeerde hij van Mozambique een marxistische eenheidsstaat te maken. Buiten FRELIMO, dat was omgevormd tot een politieke partij, werden alle andere partijen verboden.
Direct na de onafhankelijkheid hadden Machel en diens regering te kampen met ernstige problemen, zowel van de zijde van het blanke minderheidsregime in Rhodesië als van het apartheidsregime in Zuid-Afrika. Beide regimes stonden buitengewoon vijandig tegenover het socialistische bewind in Mozambique. Rhodesië en Zuid-Afrika begonnen RENAMO, een oppositioneel bevrijdingsfront, te steunen. Machel besloot het Zuid-Afrikaanse ANC en het Zimbabwaanse ZANU te steunen. In 1980 was het blanke regime in Rhodesië verdwenen en werd het land de republiek Zimbabwe met een eveneens socialistische regering. De strijd tegen RENAMO, nu gesteund door Zuid-Afrika en de Verenigde Staten, ging echter door.
In 1984 sloot Machel een akkoord met de Zuid-Afrikaanse regering waarin werd bepaald dat hij zijn steun aan het ANC staakte en de Zuid-Afrikaanse regering haar steun aan RENAMO staakte. In het geheim bleef Zuid-Afrika RENAMO echter steunen, terwijl Zuid-Afrika Mozambique ervan beschuldigde dat het doorging met het steunen van het ANC.

### Dood
Op 19 oktober 1986 vloog Machel met zijn gevolg van een bespreking in Lusaka, de hoofdstad van Zambia, terug naar Maputo, de hoofdstad van Mozambique. Boven de Zuid-Afrikaanse Lebombobergen stortte het vliegtuig C9-CAA echter neer. Naast president Machel, kwamen er nog 33 inzittenden om het leven. Men vermoedde aanvankelijk een complot, doch een onderzoeksteam o.l.v. de Rus Leonid Seliakov, wees uit dat het ongeluk het gevolg was van een fout van de Russische piloot.
Op 28 oktober werd Samora Machel begraven. Op 3 november 1986 werd hij opgevolgd door Joaquim Chissano. Hij was getrouwd met Graça Machel, die later trouwde met Nelson Mandela.